# Utopia (Computerspiel)
Utopia ist ein 1981 von Don Daglow ursprünglich für die Spielekonsole Intellivision und den Heimcomputer Aquarius von Mattel entwickeltes Strategiespiel. Es gilt als erste Göttersimulation. Im Juli 2010 wurde es im Rahmen des Game Room von Microsoft auch für Windows und Xbox 360 umgesetzt.

## Spielprinzip
Utopia ist ein rundenbasierter Titel für zwei Spieler und besitzt keine KI-Gegner. De facto kann das Spiel aber auch ohne eine zweite Person gespielt werden. Zu Beginn des Spiels wird die Rundendauer (Standard: 60 Sekunden) und die Gesamtzahl der Runden (Standard: 15 Runden) festgelegt. Das Spielgeschehen wird aus der Vogelperspektive dargestellt. Jeder Spieler übt die Kontrolle über seine eigene Insel aus, die aus mehreren Planquadraten bestehen und mit dem Cursor angesteuert werden können. Ziel des Spiels ist es, den Wettstreit mit dem Gegenspieler um das neue Utopia für sich zu entscheiden. Dabei geht es für beide Spieler darum, Punkte zu sammeln. Diese steht für die Zufriedenheit der Bevölkerung und wird durch unterschiedliche Faktoren bestimmt, etwa die Sicherheit, die Wohnsituation und die Nahrungsversorgung. Der Spieler mit der höheren Punktzahl gewinnt.
Beide Spieler investieren während ihrer Runde mit der Spielwährung Goldbarren wahlweise in die Errichtung verschiedenster Gebäude zur Versorgung der Bevölkerungen. Neben Fabriken und Farmen verlangt diese nach Wohnhäusern, Schulen und Hospitälern. Weitere Investitionsmöglichkeiten sind Fischer- oder PT-Schnellboote sowie die Unterstützung rebellischer Aktivitäten auf der Insel des Gegenspielers. Gelingt es einem Spieler nicht, für die Ernährung und die Zufriedenstellung seiner Bevölkerung zu sorgen, riskiert er eine Rebellion. Dieser verringert seine Punktzahl und führt in manchen Fällen auch zur Zerstörung von Gebäuden. Einnahmen erzielt ein Spieler, wenn zufällig generierte Regenwolken über Farmfelder streifen, wenn Fischerboote über Fischschwärmen positioniert werden und am Ende jeder Runde, abhängig vom Output der Fabriken und Fischerboote.
Die meisten Runden setzen sich in der Regel zusammen aus dem Bau neuer Gebäude zu Beginn des Zuges, gefolgt von der Positionierung der eigenen Fischerboote über den kontinuierlich wandernden Fischschwärmen. Alternativ kann der Spieler versuchen, mit seinen Kriegsschiffen die Fischerboote des hinten liegenden Mitspielers zu versenken und so seine Punktzahl niedrig zu halten. Algorithmen bestimmen den zufälligen Verlauf und das Auftreten von Regenwolken, Tropenstürmen, Hurricanes, Fischgründen und Piratenschiffen.

## Rezeption
2004 führt das US-amerikanische Online-Spielemagazin GameSpy Utopia in seine Hall of Fame ein, mit der Begründung:

“Considering the state of home video-game technology in 1981, Utopia is an astonishingly detailed simulation.”

„Bedenkt man den Status der Computerspieltechnik 1981, dann ist Utopia eine erstaunlich detaillierte Simulation“

Das US-amerikanische Online-Spielemagazin GameSpot widmete Utopia einen Artikel in seiner Reihe Unsung Heroes: Ground Breaking Games (deutsch: Vergessene Helden: Bahnbrechende Computerspiele) und bezeichnete es als „erstaunlich komplexes Spiel (oftmals auch Civilization 0.5 genannt), [das] die Grundlage für PC-Simulationsklassiker wie Civilization und SimCity legte“.
2011 wurde Utopia nach einer öffentlichen Abstimmung zu den 80 Spielen gewählt, die das Smithsonian American Art Museum in seiner Ausstellung The Art of Video Games präsentierte. Es steht darin stellvertretend für die künstlerische Gestaltung von Taktikspielen für die Intellivision-Spielkonsole.